# Le Fied
Le Fied ist eine französische Gemeinde im Département Jura in der Region Bourgogne-Franche-Comté.

## Geographie
Le Fied liegt auf 528 m, etwa 17 Kilometer nordöstlich der Stadt Lons-le-Saunier (Luftlinie). Das Dorf erstreckt sich im Jura, im zentralen Teil des Plateau Lédonien (erstes Juraplateau), zwischen den Erosionstälern der Seille (Cirque de Ladoye) im Westen und dem Höhenzug der Côte de l’Heute im Osten.
Die Fläche des 8,39 km² großen Gemeindegebiets umfasst einen Abschnitt des französischen Juras. Das gesamte Gebiet wird von der Ebene des Plateau Lédonien eingenommen, die durchschnittlich auf 530 m liegt und teils von Acker- und Wiesland, teils von Wald bestanden ist. Das Plateau besitzt keine oberirdischen Fließgewässer, weil das Niederschlagswasser im verkarsteten Untergrund versickert. Nach Osten erstreckt sich das Gemeindeareal bis an den Rand des ausgedehnten Waldgebietes der Forêt de Poligny. Mit 562 m wird am westlichen Rand des Gemeindebodens die höchste Erhebung von Le Fied erreicht.
Nachbargemeinden von Le Fied sind Plasne, Barretaine und Poligny im Norden, Picarreau im Osten, Fay-en-Montagne im Süden sowie Ladoye-sur-Seille und Château-Chalon im Westen.

## Geschichte
Das Gemeindegebiet von Le Fied war schon sehr früh besiedelt. Nahe beim Dorf führte ein römischer Verkehrsweg vorbei, der als Handelsweg die damaligen Siedlungen bei Poligny und Villards-d’Héria verband. Auf dem Areal wurden auch mehrere römische Brunnen entdeckt. Der Ortsname geht auf das französische Wort fief (Lehen) zurück. Im Jahr 1447 wurde Le Fied zu einer eigenständigen kleinen Herrschaft erhoben. Zusammen mit der Franche-Comté gelangte das Dorf mit dem Frieden von Nimwegen 1678 an Frankreich.

## Sehenswürdigkeiten

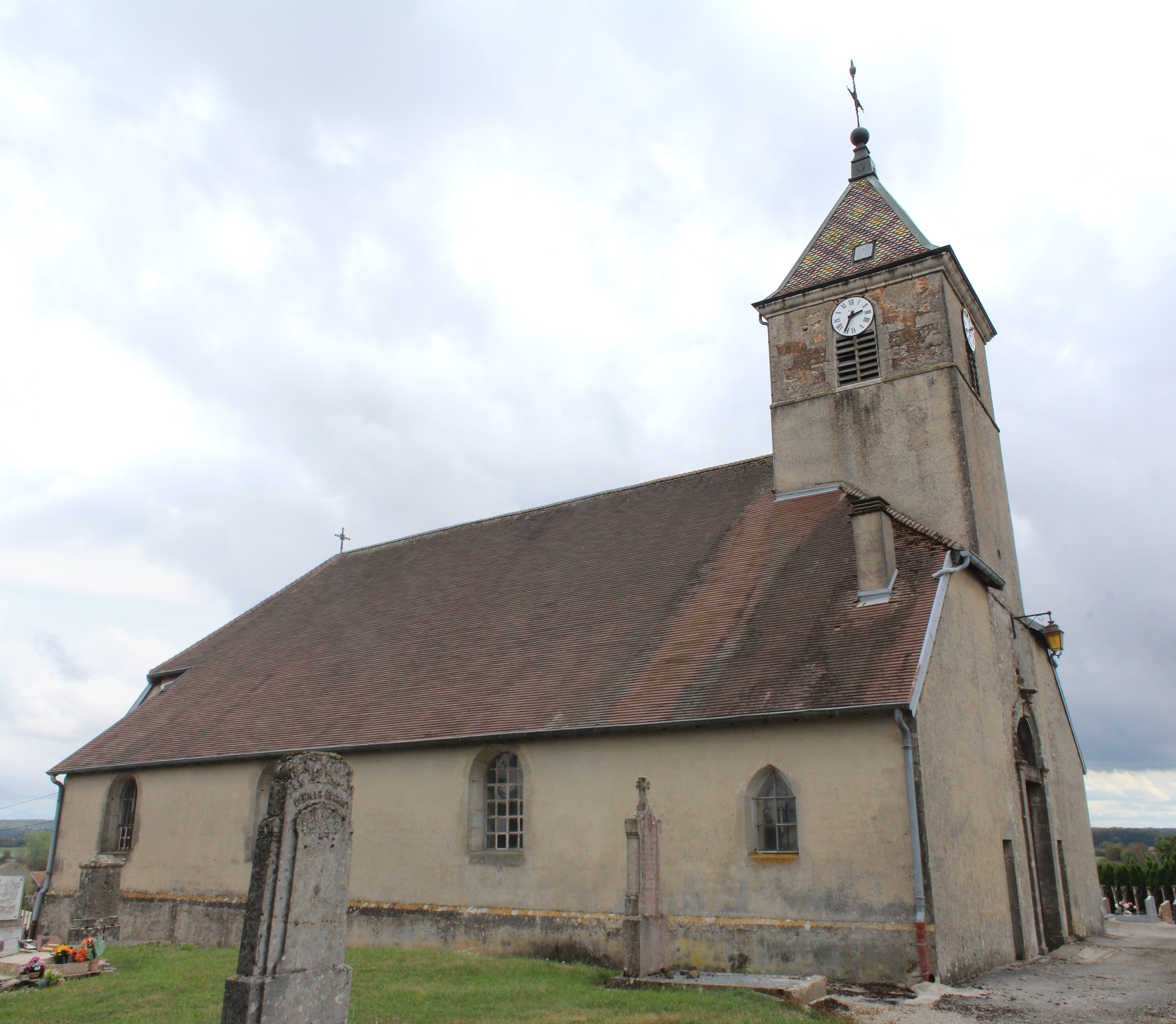
Kirche Nativité-de-Saint-Jean-Baptiste

Die Pfarrkirche Nativité-de-Saint-Jean-Baptiste aus dem 16. Jahrhundert wurde 1823 restauriert und umgestaltet.

## Bevölkerung
| Jahr                       | 1962 | 1968 | 1975 | 1982 | 1990 | 1999 | 2005 | 2017 |
| Einwohner                  | 169  | 165  | 152  | 158  | 147  | 180  | 203  | 204  |
| Quellen: Cassini und INSEE |      |      |      |      |      |      |      |      |

Mit 189 Einwohnern (Stand 1. Januar 2022) gehört Le Fied zu den kleinen Gemeinden des Départements Jura. Nachdem die Einwohnerzahl in der ersten Hälfte des 20. Jahrhunderts markant abgenommen hatte (1881 wurden noch 415 Personen gezählt), wurde seit Beginn der 1990er Jahre wieder ein leichtes Bevölkerungswachstum verzeichnet.

## Wirtschaft und Infrastruktur
Le Fied war bis weit ins 20. Jahrhundert hinein ein vorwiegend durch die Landwirtschaft und die Forstwirtschaft geprägtes Dorf. Daneben gibt es heute einige Betriebe des lokalen Kleingewerbes. Mittlerweile hat sich das Dorf auch zu einer Wohngemeinde gewandelt. Viele Erwerbstätige sind Wegpendler, die in den größeren Ortschaften der Umgebung ihrer Arbeit nachgehen.
Die Ortschaft liegt abseits der größeren Durchgangsstraßen nahe einer Departementsstraße, die von Voiteur via Crotenay nach Champagnole führt. Weitere Straßenverbindungen bestehen mit Fay-en-Montagne und Poligny.